# Чепреги, Эва
Эва Чепреги (венг. Csepregi Éva; род. 22 октября 1956 года, Будапешт) — популярная венгерская исполнительница, лид-вокалистка группы «Neoton Família».

## Биография
Эва с детства любила петь, в течение года пела в Детском Хоре венгерского радио. В начальной школе научилась играть на фортепиано, потом на скрипке, много раз участвовала в самодеятельности. В 1969-72 годах, будучи ещё школьницей, была солисткой группы «Stereo», которая исполняла психоделический рок. В составе «Stereo» были клавишник Янош Хехтль (Hechtl János), гитаристы Дьюла Балог (Balogh Gyula) и Дьёрдь Юхас (Juhász György), бас-гитарист Янош Чига (Csiga János) и барабанщик Иштван Тот (Tóth István), ранее игравший в составе команды «Neoton». С 1970 года Эва также училась пению у Эдёна Хоффманна, который в 1972 году создал из трёх своих учениц вокальное трио «Kócbabák» («Взъерошенные куколки»). В том же 1972 году их трио совместно с музыкантами из «Stereo» приняло участие в музыкальной телепередаче «Ki mit tud?», которая помогала раскручиваться молодым талантам. Несмотря на то, что они дошли лишь до полуфинала, их заметили, и весной 1973 года «Kócbabák» получили приглашение от венгерского телевидения, которое готовило культурную программу для Швеции, желая познакомить шведов с современной венгерской эстрадой. Летом 1973 года их трио выступило совместно с рок-группой «Neoton» на радио-конкурсе «A Tessék választani!», после чего два коллектива приняли решение о сотрудничестве. В то время основной вокалисткой группы была Эва Фабиан. В 1976 году на них обратил внимание Петер Эрдёш, директор венгерского звукозаписывающего лейбла Pepita, после чего их команда получила государственную поддержку и была переименована в «Neoton Família». Через некоторое время в группе произошли перестановки, Петер Эрдёш исключил Эву Фабиан из коллектива, и новым фронтменом группы стала Эва Паль.
В 1979 году «Neoton Família» получила Grand Prix на престижном MIDEM-фестивале с песней «Santa Maria», после чего Петер Эрдёш предложил Эве Паль стать его партнёром по жизни. Поскольку девушка наотрез отказалась, Эрдёш сократил количество вокальных партий у Эвы Паль на последующих альбомах. Через некоторое время он сделал аналогичное предложение Эве Чепреги. Та согласилась и стала его сожительницей, а также лид-вокалисткой «Neoton Família». Голос Эвы звучит в таких замечательных композициях как «A Várunk rád» (1976), «Egy vidám dal» (1976), «Over the rainbow» (1978), «Szédult napraforgó» (1979), «Smile again» (1980), «Nézz rá!» (1980), «Vadvirág» (1981), «Game of chance» (1981), «Monte Carlo» (1982), «Nem szállunk ki a hajóból» (1982), «Atra» (1982), «Hosszú az a nap» (1982, кавер классического венгерского хита Эржи Ковача 1958 года) и многих других. В 1983 году Эва Чепреги в дуэте с гитаристом «Neoton Família» Адамом Вегвари (Végvári Ádám) получила Grand Prix на YAMAHA-фестивале в Токио с песней «Time goes by».
Значительная разница в возрасте Эвы и Петера (31 год) стала почвой для бесконечных сплетен и кривотолков. В обществе закрепилась точка зрения, что Чепреги весьма посредственная певица и сделала себе карьеру лишь благодаря своему спонсору, и в этом «грехе» Эве пришлось оправдываться всю свою жизнь. В 1988 году она даже написала и издала книгу «Éva vagyok a Neoton Famíliából» («Я Эва из Неотон Фамилия»), в которой рассказала о своей жизни и музыкальной карьере. А в 2009 году написала ещё одну книгу «Napraforgó», которую посвятила отдельно своим отношениям с Петером и той важной роли, которую он сыграл в её жизни.
В 1984 году Эва Чепреги вышла замуж за британского музыканта Боба Хитли (Bob Heatlie), продюсера западногерманского лейбла Hansa. В этом же году она под его руководством начала свою сольную карьеру, всего она выпустила 11 альбомов и сборников на венгерском и английском языках. Синглы Эвы выходили во многих европейских странах, в том числе в Италии, Великобритании, Германии и Нидерландах. За соло-альбом «Kék korszak» («Голубая Эра») венгерское радио наградило Эву престижной премией eMeRTon’87. Помимо этого она записала 4 альбома дуэтом с Адамом Вегвари, вела в середине 80-х музыкальные программы на Будапештском телевидении, а также программу очень популярной в те годы аэробики.
Хорошо знали Эву Чепреги и в СССР. В эпоху перестройки широкое распространение получили её композиции «Midnight» (1985), «Dance with me» (1986), «Elmentél» (1986), «Párizsi Lány» (1987), «Kék Korszak» (1987), «OK Gorbacsov» (1988), «Európai Rock» (1988), «A Sárkány Éve» (1988), «Runaway» (1989), «Two Time Love» (1989) и многие другие. Но особую популярность она обрела в Азии, где её знали под псевдонимом Eva Sun («Солнечная Ева»). В 1986 году в составе группы «Neoton Família» она завоевала главный приз «Most Outstanding Performance Award» на музыкальном фестивале в Сеуле за исполнение песни «Love is magic». А спустя два года в Сеуле Эва Чепреги совместно с бывшим солистом западногерманской диско-группы «Dschinghis Khan» Лесли Мандоки (также венгром по национальности) исполнила песню «Korea» на открытии Олимпийских игр 1988 года. Всего в Корее было выпущено 7 её альбомов и сборников, в которых она объединила лучшие свои сольные хиты и популярные в Азии композиции «Neoton Família», исполнив их на английском и корейском языках. Её корейский альбом «I Believe» (1991) был лидером продаж.
В 1990 году группа «Neoton Família» распалась. Под руководством Эвы Чепреги часть её бывших участников (гитарист Адам Вегвари, бас-гитарист Янош Барач, бэк-вокалистка Эдина Шеффер), а также новая вокалистка Рената Райч вошли в новый проект «Éva-Neoton». Эта группа выпустила четыре оригинальных альбома и два сборника венгерских кавер-версий песен групп «ABBA» и «Boney M.». В 1992 году у Эвы Чепреги и Боба Хитли родился сын Давид. Однако вскоре второй супруг бросил Эву, и ей пришлось заниматься воспитанием своего сына в одиночку. Также с 1996 по 1999 год Эва была членом театра Эвы Рутткаи (Ruttkai Éva).
В 1996 году после смерти одного из основных музыкантов группы «Neoton Família» Дьёрдя Якаба (Jakab György) бывшие члены группы «Neoton Família» решили снова объединиться в один коллектив. Вместе с ними Эва приняла участие в концерте памяти Дьёрдя Якаба 24 августа 1998 года, участвовала в танцевальных фестивалях Diáksziget («Студенческий остров») в 1998 и 1999 году. А в 2002 году Эва, отмечая 30-летний юбилей своей вокальной карьеры, выпустила новый альбом «Jubileum», в котором были собраны её любимые хиты группы «Neoton Família» на английском языке в новых современных аранжировках. Альбом был тепло встречен её поклонниками.

## Награды
- 1979 год — Grand Prix на международном фестивале MIDEM в Каннах (Франция) с песней «Santa Maria» в составе группы «Neoton Família»
- 1983 год — Grand Prix на музыкальном фестивале «Yamaha» в Токио (Япония) с композицией «Time Goes By» дуэтом с Адамом Вегвари
- 1986 год — Most Outstanding Performance Award на музыкальном фестивале в Сеуле (Южная Корея) с песней «Love is magic» в составе группы «Neoton Família»
- 1987 год — премия венгерского радио eMeRTon’87 за соло-альбом «Kék korszak»

## Дискография[6]
- 1985 — Midnight (на английском)
- 1987 — Kék korszak («Голубая эра») — № 2 в ТОР10 Альбомов
- 1988 — A sárkány éve («Год Дракона») — № 3 в ТОР10 Альбомов
- 1989 — Éva (сборник на английском)
- 1989 — Intim percek («Интимные мгновения», сборник)
- 1989 — Így vagy úgy («Так или иначе») — № 8 в ТОР10 Альбомов
- 1989 — Runaway (сборник на английском, Австрия)
- 1991 — I believe (сборник на английском на основе каверов альбома «A kocka el van vetve» группы «Éva-Neoton», Южная Корея)
- 1993 — Fura világ («Странный мир»)
- 1995 — Atlantisz («Атлантида»)
- 1996 — Pillantás a hídról («Вид с моста», сборник)
- 1999 — Ha változik a világ («Если мир изменится»)
- 2002 — Jubileum (сборник)
- 2007 — Szeress tovább (сборник)
- 2007 — Abrakadabra (сборник)
- 2008 — Párizsi Lány (сборник)
- 2013 — Neoton swing (сборник)

## Дуэт «Ádám & Éva»
- 1985 — Ádám És Éva («Адам и Эва»)
- 1987 — Ádám, Álmodj Csak Tovább («Ещё одна мечта Адама»)
- 1999 — Ádámtól Éváig («От Адама до Эвы»)
- 2008 — Karácsony («Рождество»)

## Дискография «Éva-Neoton»
- 1990 — Kalapot fel! («Снимаю шляпу!») — № 5 в TOP40 Albums
- 1990 — Édentöl keletre («К востоку от Эдема») — № 3 в TOP40 Albums
- 1991 — Main Street (англоязычный сборник на основе каверов альбома «Édentöl keletre»)
- 1991 — A kocka el van vetve («Жребий брошен») — № 14 в TOP40 Albums
- 1991 — A sárkánykirály birodalma («Империя короля Драконов», детская сказка)
- 1992 — Minden megoldás érdekel («Все заинтересованы в решении») — № 31 в TOP40 Albums
- 1992 — ABBA slágerek magyarúl (сборник хитов ABBA на венгерском) — № 16 в TOP40 Albums
- 1993 — Boney’M magyarúl (сборник хитов Boney M. на венгерском) — № 2 в TOP40 Albums

## Замечания
- В западных источниках информации (например, в венгерской Википедии) почему-то устоялась неправильная дата рождения Эвы — 22.10.1953 года. Сама Эва неоднократно указывала на эту ошибку, и на официальном сайте Эвы и на её странице в Facebook’е указана правильная дата её рождения: 22.10.1956 года[7]
- Не следует путать альбом «Ádám És Éva» 1985 года, записанный дуэтом Эвой Чепреги и Адамом Вегвари, с альбомом «Adam & Eve» 1985 года, англоязычной версией альбома «Karnevál», записанной группой «Neoton Família». Это два совершенно разных альбома. Название первого альбома переводится как «А́дам и Э́ва» (с ударениями на первые слоги в именах, подразумевая исполнителей), а второго как «Ада́м и Е́ва» (подразумевая легендарных прародителей человечества)